# اورزینگن-ننتسینگن
اورزینگن-ننتسینگن (به آلمانی: Orsingen-Nenzingen) یک شهر در آلمان است که در کونشتانتس واقع شده‌است. اورزینگن-ننتسینگن ۳٬۱۲۵ نفر جمعیت دارد.